# Thalassodes interalbata
Thalassodes interalbata är en fjärilsart som beskrevs av Louis Beethoven Prout 1911. Thalassodes interalbata ingår i släktet Thalassodes och familjen mätare. Inga underarter finns listade i Catalogue of Life.